# Jean-Jacques Henner
Jean-Jacques Henner (Bernwiller, 5 marzo 1829 – Parigi, 23 luglio 1905) è stato un pittore francese.

## Biografia
Figlio di contadini alsaziani, Georges Guillaume Polycarpe Henner e Madeleine Wadel, si rifugia a Parigi nel 1846 per sfuggire alla grave crisi alimentare che colpisce l'Alsazia in quegli anni. Entrato all'École des Beaux-Arts nel 1848, frequenta l'atelier di Michel Martin Drolling. Nel 1858 ottiene il Prix de Rome e per cinque anni studia pittura a Villa Medici, a Roma, apprendendo di Raffaello, Melozzo, Michelangelo, Tiziano, Correggio e altri.
Autore di numerose opere, apprezzatissimo ritrattista, rimase sempre appartato dall'evoluzione della pittura nel corso degli anni, rimanendo fedele alla sua concezione accademica dell'arte. Nel 1889 fu eletto membro dell'Académie des beaux-arts. A Parigi, il suo atelier è stato ricostruito nel Museo Jean-Jacques Henner, dedicato alla sua opera e a quella di Édouard Louis Dubufe (1853-1909). Il pittore Many Benner, suo allievo, è stato il primo conservatore.
Un suo ritratto è stato dipinto da Jean Benner, pittore alsaziano, che era un suo amico.

## Alcune opere
- Paul Henner à la médaille, 1865. (Musée Jean-Jacques Henner)
- La chaste Suzanne, 1865. (Musée d'Orsay)
- La Biblis changée en Source, 1867. (Musée des Beaux-Arts di Digione)
- La Femme au parapluie, 1874. (Musée Jean-Jacques Henner)
- Naïade, 1875.
- Le Naiadi, 1877.
- La Femme à la fontaine, 1880. (Musée Jean-Jacques Henner)
- Une baigneuse, 1881. (Musée Jean-Jacques Henner)
- Bara, 1882. (Petit Palais)
- La liseuse, 1883. (Musée du Louvre)
- Portrait de Madame Kessler, 1886. (Musée Jean-Jacques Henner)
- Erodiade, 1887.
- San Sebastiano, 1888. (Musée Jean-Jacques Henner)
- Fabiola, (Musée Jean-Jacques Henner)
- Madeleine pleurant, (Musée Jean-Jacques Henner)
- Rêverie, 1904-1905. (Musée du Petit Palais)
- Solitude, 1886. (Musée Jean-Jacques Henner)

## Galleria d'immagini

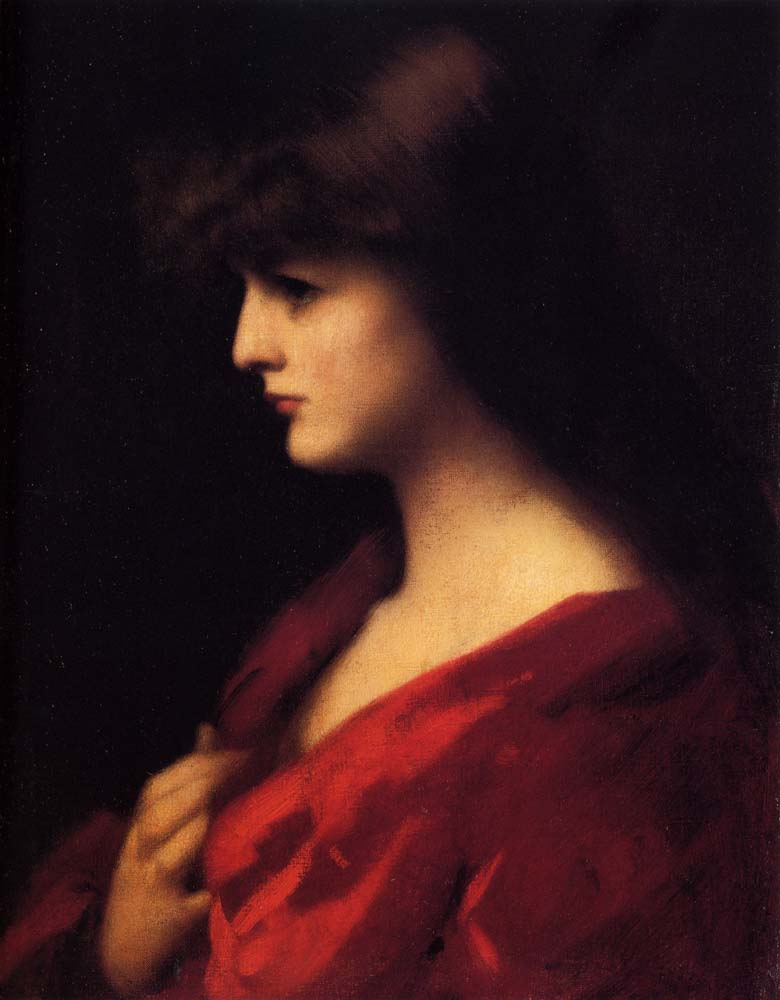
La donna in rosso
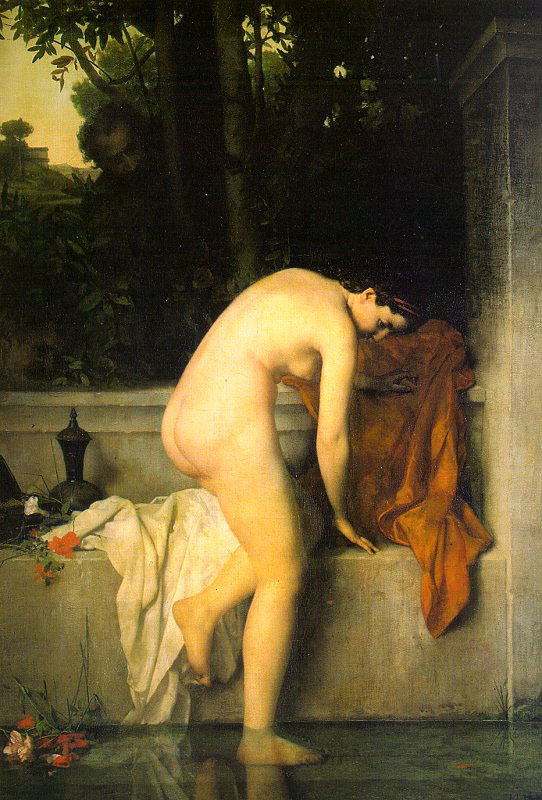
La Casta Susanna Musée d'Orsay, Parigi.
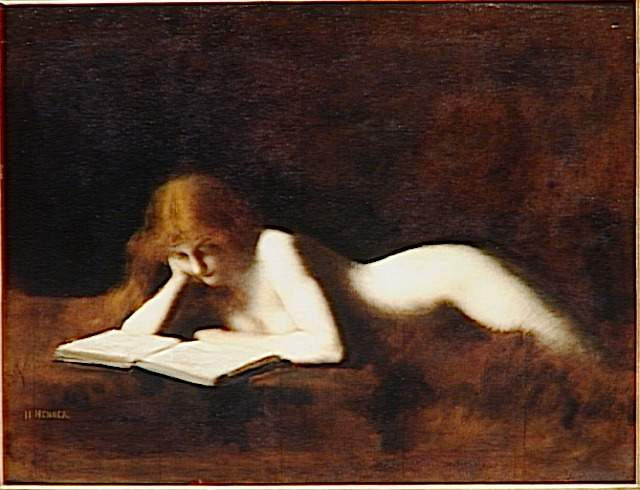
La lettrice Musée d'Orsay, Parigi.
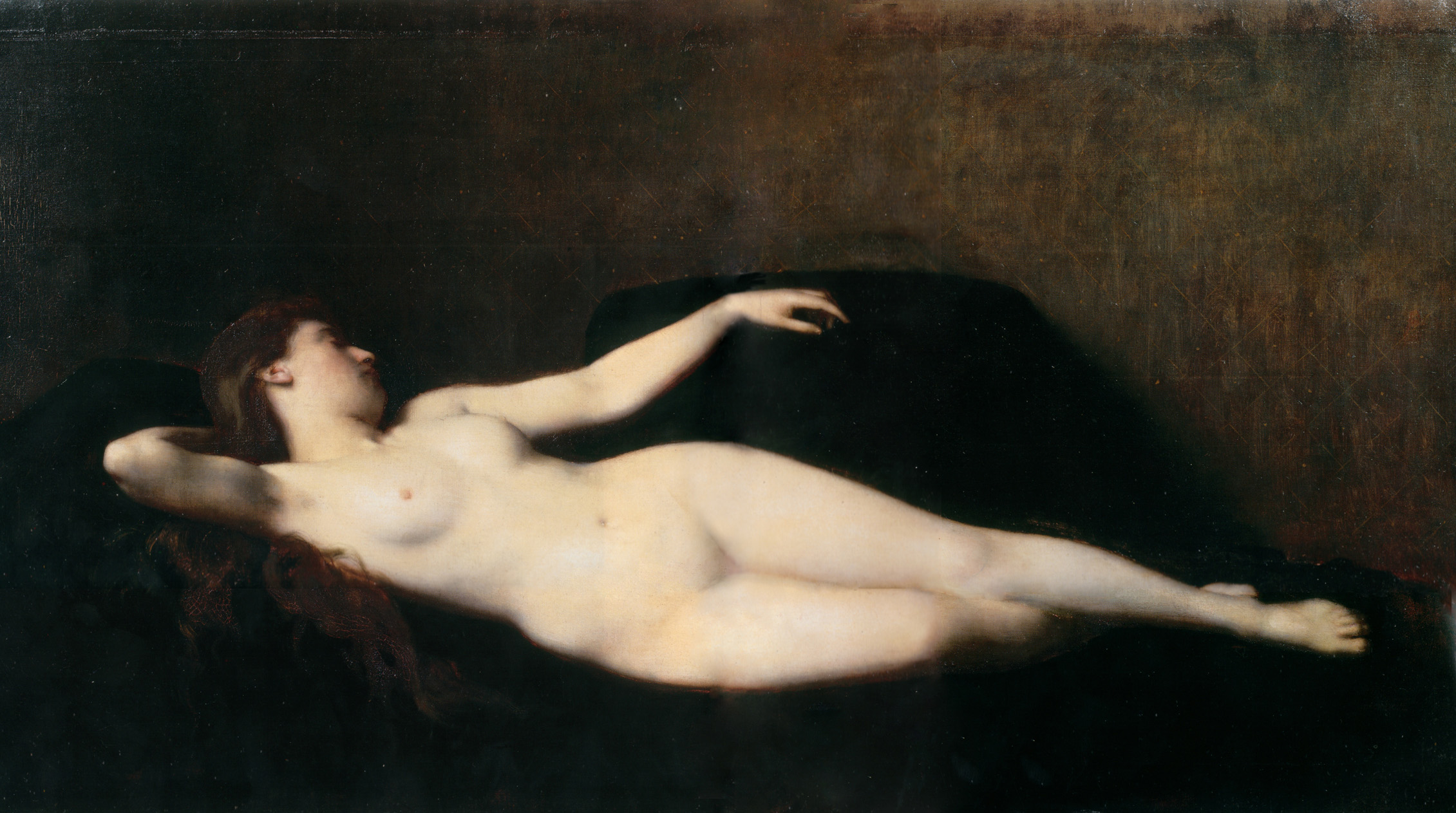
Donna sul divano nero Musée des Beaux-Arts, Mulhouse.
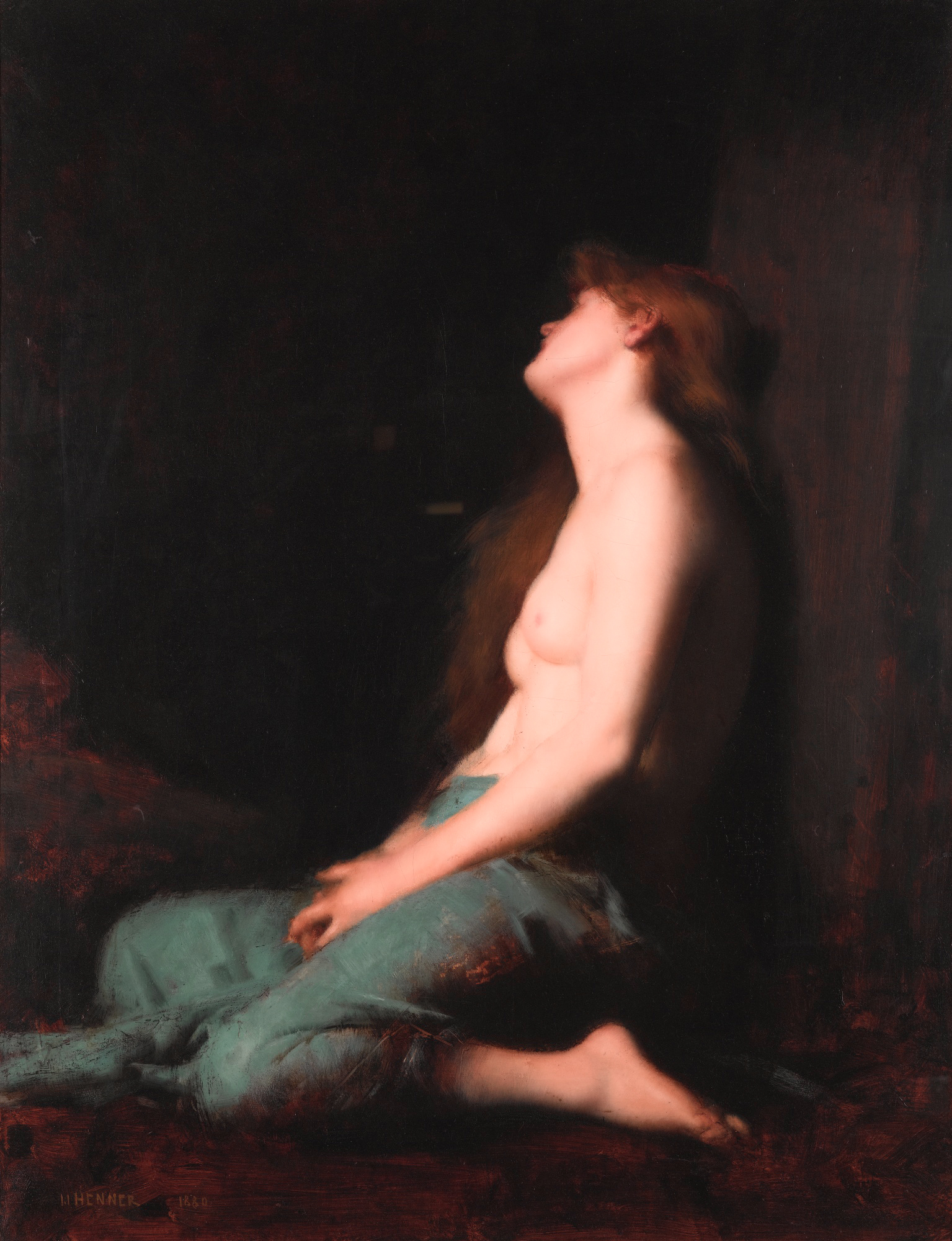
Solitudine Collezione privata.
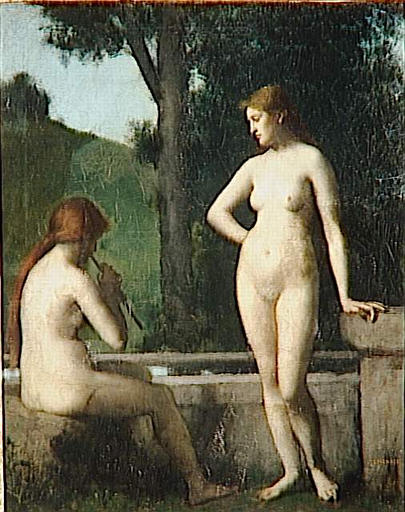
Idillio Musée d'Orsay, Parigi.
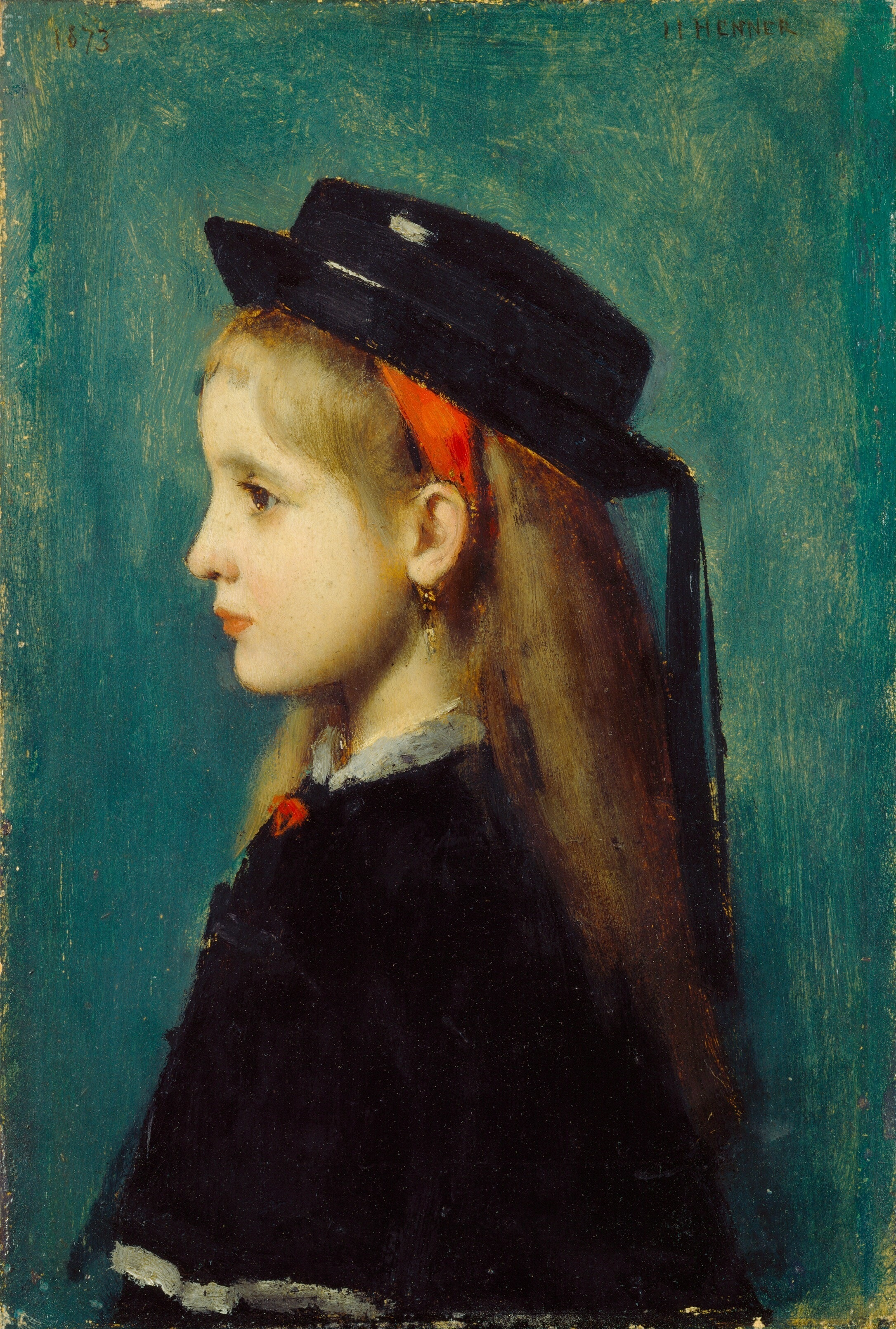
Ragazza alsaziana National Gallery of Art, Washington, D.C.
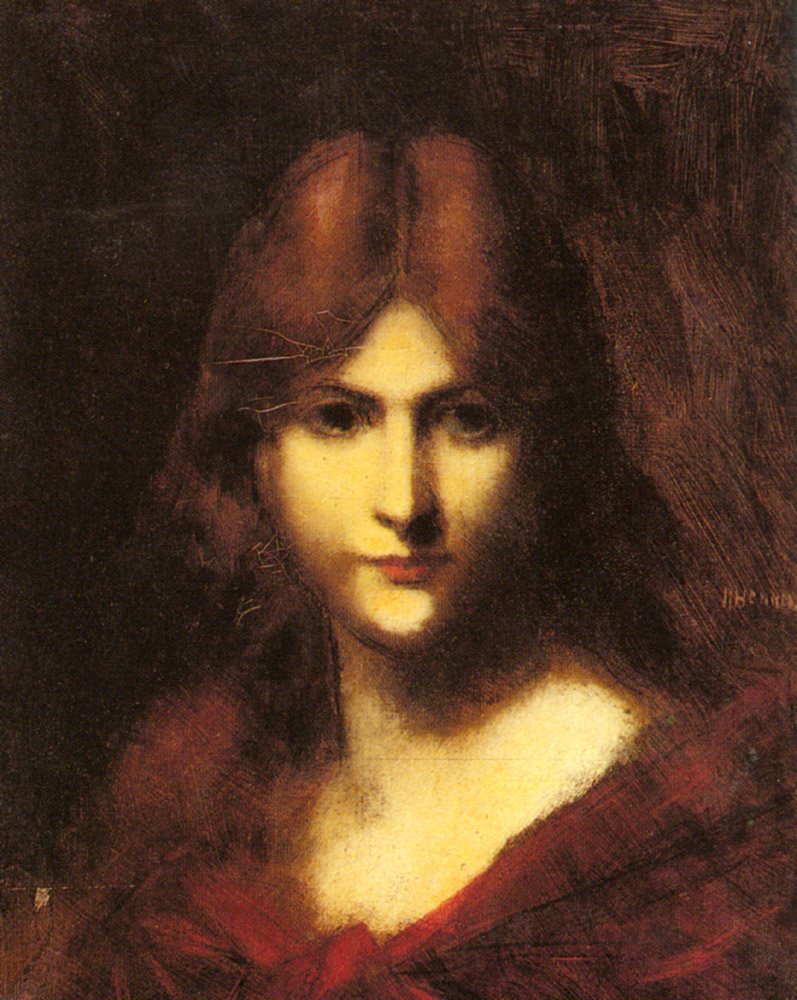
Ritratto di donna o Una bellezza rossa Mulhouse, Musée des beaux-arts.
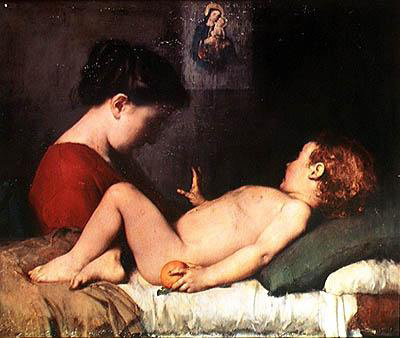
Il risveglio del bambino Musée des Beaux-Arts, Digione.
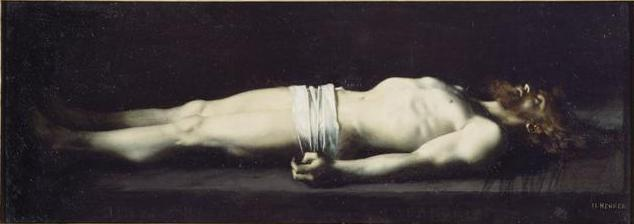
Gesù nella tomba Musée d'Orsay, Parigi.